# Gangwon-do
Gangwon-do (în coreeană 강원도) este o provincie situată în partea de nord-est a Coreei de Sud. Este delimitată la nord de provincia Kangwon din Coreea de Nord, la est de Marea Japoniei, la sud de Gyeongsangbuk-do și Chungcheongbuk-do, și la vest de Gyeonggi-do. Are capitala la Chuncheon. Cuprinde pe teritoriul său șapte orașe și 11 districte rurale.
Provincia este traversată de Munții Taebaek, care se desfășoară de-a lungul litoralului mării. Găzduiește unele dintre cele mai mari stațiuni de schi din Coreea de Sud. Districtul Pyeongchang a fost ales pentru a găzdui Jocurile Olimpice de iarnă din 2018.

## Subîmpărțire administrativă

### Districte rurale
- Hongcheon-gun (홍천군, 洪川郡)
- Cheorwon-gun (철원군, 鐵原郡)
- Hoengseong-gun (횡성군, 橫城郡)
- Pyeongchang-gun (평창군, 平昌郡)
- Jeongseon-gun (정선군, 旌善郡)
- Yeongwol-gun (영월군, 寧越郡)
- Inje-gun (인제군, 麟蹄郡)
- Goseong-gun (고성군, 高城郡)
- Yangyang-gun (양양군, 襄陽郡)
- Hwacheon-gun (화천군, 華川郡)
- Yanggu-gun (양구군, 楊口郡)

### Orașe
- Chuncheon-si (춘천시, 春川市)
- Wonju-si (원주시, 原州市)
- Gangneung-si (강릉시, 江陵市)
- Donghae-si (동해시, 東海市)
- Sokcho-si (속초시, 束草市)
- Samcheok-si (삼척시, 三陟市)
- Taebaek-si (태백시, 太白市)

## Legături externe
- eng.gwd.go.kr, site-ul oficial al provinciei